# Evangelhos de Mac Durnan

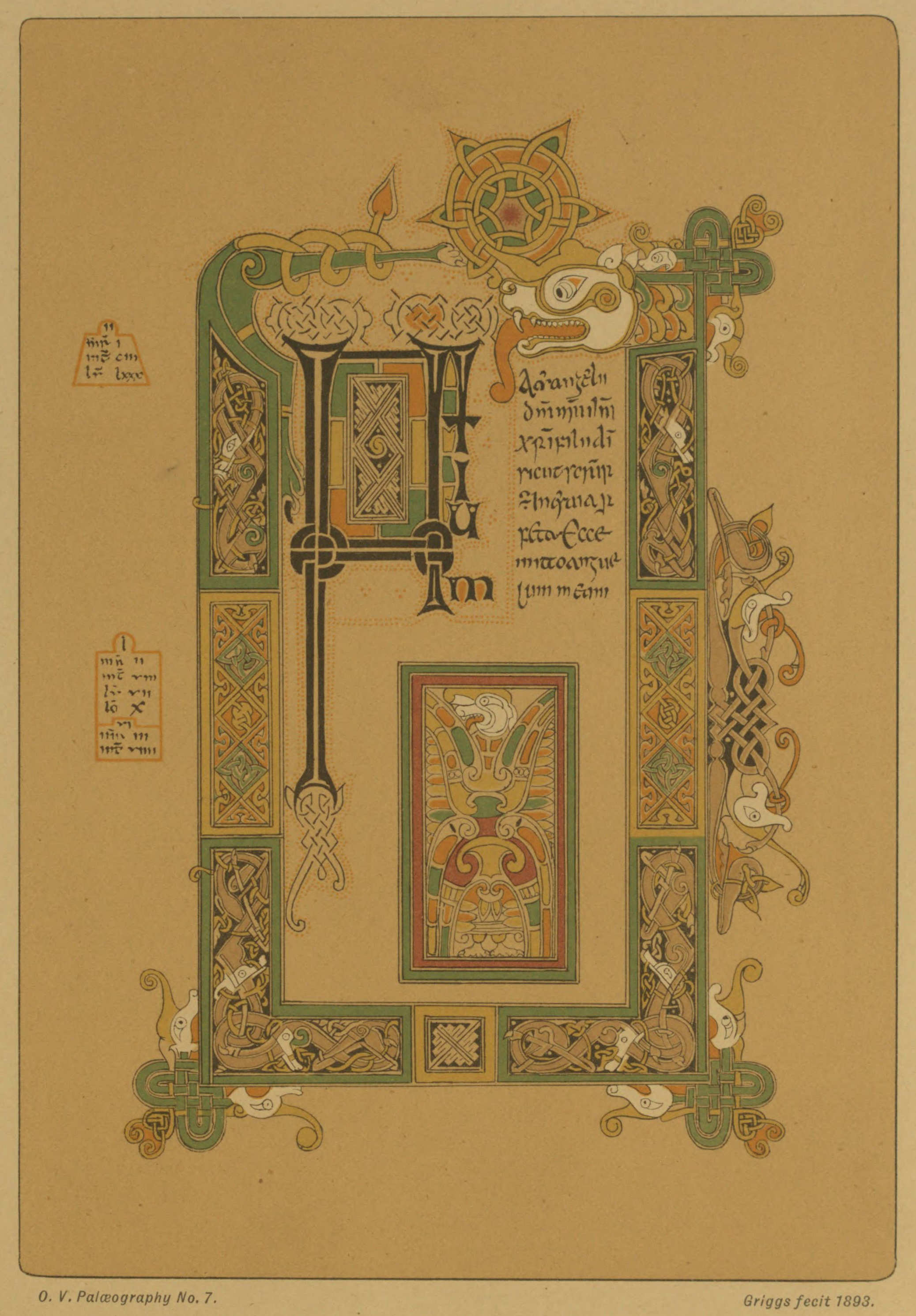
Marcos 1:1 nos Evangelhos Mac Durnan

Os Evangelhos de Mac Durnan ou Livro de Mac Durnan (Londres, Lambeth Palace MS 1370) é um manuscrito iluminado irlandês do início da Idade Média contendo os quatro Evangelhos (Mateus, Marcos, Lucas e João), agora na coleção da Biblioteca do Palácio de Lambeth em Londres.

## História do manuscrito
Informações vitais sobre a proveniência e a história do manuscrito vêm de uma inscrição em latim aliterativa que foi adicionada no fólio 3v, possivelmente por Koenwald (falecido em 957/8), mais tarde bispo de Worcester. Isso sugere que o manuscrito foi escrito ou encomendado por Máel Brigte mac Tornáin (falecido em 927), conhecido como Mac Durnan, Abade de Armagh desde 888, que teria dedicado o livro a Deus.
O manuscrito deve ter deixado o scriptorium de Armagh logo depois, pois passou para a posse do rei Æthelstan da Inglaterra (r. 924-939), presumivelmente como um presente diplomático. De acordo com a mesma inscrição, Æthelstan apresentou o livro à Catedral de Cantuária. Os Evangelhos de Mac Durnan oferecem um vislumbre único das conexões irlandesas da corte de Æthelstan, que é conhecida por ter sido assistida por pelo menos um abade irlandês, Dubinsi, Abade de Bangor.
Durante o século 11, seis cartas anglo-saxônicas foram copiadas para o livro do evangelho, incluindo escritos e registros de acordos, o último sendo não posterior a 1050 DC.

## Conteúdo
O texto contém os quatro Evangelhos da Vulgata Latina, escritos em letras minúsculas irlandesas. O fólio introdutório apresenta os símbolos dos animais dos quatro evangelistas (Mateus, Marcos, Lucas e João). Três Evangelhos são apresentados por retratos evangelistas em suas páginas iniciais. Manuscritos relacionados associados a Armagh são os Evangelhos de Echternach (MS BNF Lat. 9389), os Evangelhos de Máel Brigte (MS Harley 1802), MS Harley 1023 e o Livro de Armagh.